# Haydenettes
Les Haydenettes est une équipe senior de patinage synchronisé américaine représentant le club de patinage de Boston de Norwood.
Elles est l'équipe américaine la plus titrée avec 31 titres de championnes nationales, cinq médailles de bronze et une première médaille d'argent aux championnats du monde en 2024. Depuis la création des championnats du monde en 2000, elle a systématiquement été qualifiée pour représenter les États-Unis.

## Histoire
Les Haydenettes a été créée par la patineuse artistique de niveau national et membre de la troupe Ice Capades Lynn Benson en 1979. C'est elle qui construira l'organisation Hayden Syncho, qui comporte aujourd'hui un total de neuf équipes dont les Haydenettes.
Depuis 2005 c'est Saga Krantz qui entraîne l'équipe. C'est une ancienne membre des Rockettes, médaillée d'argent aux championnats du monde et ancienne coach de leur club, le Helsingin Taitoluisteluklubi (HTK).

## Entraînements
L'équipe s'entraîne environ 10 heures par semaine sur glace avec un total de 16 heures d'entraînement. L'équipe a au moins trois entraînements hors glace par semaine.
Lors de la saison 2023-2024, l'équipe est conviée au même titre que les autres disciplines du patinage artistique à participer au camp d'entraînement de haut niveau de l'U.S. figure skating (fédération américaine de patinage). L'Équipe travaillent également avec les coach et Olympiens Marissa Castelli et Simon Shnapir pour travailler les éléments de couple comme les spirales de la mort. C'est lors de cette saison que l'équipe remportera sa première médaille d'argent aux championnats du monde.

## Palmarès

### Palmarès (1999-2010)
| International           |           |           |           |           |           |           |           |           |           |           |           |
| Compétition             | 1999-2000 | 2000-2001 | 2001-2002 | 2002-2003 | 2003-2004 | 2004-2005 | 2005-2006 | 2006-2007 | 2007-2008 | 2008-2009 | 2009-2010 |
| Championnats du Monde   | 5e        | 5e        | 4e        | 5e        | 4e        | 4e        | 7e        | 4e        | 5e        | 4e        | 3e        |
| Cup of Berlin           |           |           |           |           |           |           |           |           | 4e        |           | 3e        |
| French Cup              | 1re       |           |           | 1re       |           |           | 5e        |           |           | 3e        |           |
| Neuchâtel Trophy        |           |           |           |           | 2e        |           |           |           |           |           |           |
| Prague Cup              |           |           |           |           |           | 3e        |           | 4e        |           |           |           |
| Spring Cup              |           | 2e        | 3e        |           |           |           |           |           |           |           |           |
| National                |           |           |           |           |           |           |           |           |           |           |           |
| Championnats américains | 1re       | 1re       | 1re       | 1re       | 1re       | 1re       | 2e        | 1re       | 1re       | 2e        | 1re       |

### Palmarès (2010-2020)
| International           |           |           |           |           |           |           |           |           |           |           |
| Compétition             | 2010-2011 | 2011-2012 | 2012-2013 | 2013-2014 | 2014-2015 | 2015-2016 | 2016-2017 | 2017-2018 | 2018-2019 | 2019-2020 |
| Championnats du Monde   | 3e        | 3e        | 3e        | 7e        | 7e        | 3e        | 4e        | 7e        | 6e        | Annulé    |
| ISU Grand Prix Final    |           |           |           |           |           | 5e        |           |           |           |           |
| Britannia Cup           |           |           |           |           |           |           |           |           |           | 1re       |
| California Cup          |           |           |           |           |           |           |           |           |           | 2e CS     |
| French Cup              |           |           | 7e        | 5e        | 6e        |           |           |           |           | 5e CS     |
| Cup of Berlin           |           |           |           |           |           |           | 2e        |           |           |           |
| Leon Lurje Trophy       |           |           |           |           |           |           |           | 1re       | 3e        |           |
| Mozart Cup              |           |           |           |           |           |           |           |           | 5e        |           |
| Neuchâtel Trophy        |           | 2e        |           |           |           |           |           | 3e        |           |           |
| Shanghai Trophy         |           |           |           |           |           | 2e        |           | 5e        |           |           |
| National                |           |           |           |           |           |           |           |           |           |           |
| Championnats américains | 1re       | 1re       | 1re       | 1re       | 1re       | 1re       | 1re       | 1re       | 1re       | 1re       |
| CS - Challenger serie   |           |           |           |           |           |           |           |           |           |           |

### Palmarès (2020-présent)
| International           |                    |           |           |           |
| Compétition             | 2020-2021          | 2021-2022 | 2022-2023 | 2023-2024 |
| Championnats du Monde   | (n'a pas concouru) | 5e        | 5e        | 2e        |
| Budapest Cup            | (n'a pas concouru) |           |           | 2e CS     |
| Hevelius Cup            | (n'a pas concouru) |           |           | 1re CS    |
| Leon Lurje Trophy       | (n'a pas concouru) |           | 4e CS     |           |
| Mozart Cup              | (n'a pas concouru) |           | 2e CS     |           |
| National                |                    |           |           |           |
| Championnats américains |                    | 1re       | 1re       | 1re       |
| CS - Challenger serie   |                    |           |           |           |